# Шевченко Ярослав Володимирович
Ярослав Володимирович Шевченко (нар. 14 вересня 2006, Кременчук, Полтавська область, Україна) — український футболіст, центральний півзахисник криворізького «Кривбасу».

## Життєпис
Народився в Кременчуці. Вихованець академій місцевого «Кременя» та донецького «Шахтаря». Перші тренери — Олександр Янковський та Олександр Зозуля. У ДЮФЛУ з 2020 по 2022 рік виступав за ДВУФК (Дніпро). У сезоні 2023/24 років дебютував за криворіжців у юніорському чемпіонаті України, за «Кривбас U-19» відзначився 9-ма голами в 27-ми матчах. У дорослому футболі дебютував за команду 18 травня 2024 року в програному (1:3) виїзному поєдинку 29-го туру Прем'єр-ліги України проти київського «Динамо». Ярослав вийшов на поле на 75-й хвилині замість Максима Луньова. Цей матч став єдиним для Шевченка за першу команду в сезоні 2023/24 років. Наступного сезону частіше залучався до головної команди «Кривбасу».